# Canton de Saint-Trivier-sur-Moignans
Pour les articles homonymes, voir Saint-Trivier.
Le canton de Saint-Trivier-sur-Moignans est une ancienne division administrative française, située dans le département de l'Ain en région Auvergne-Rhône-Alpes.

## Géographie
Ce canton comprenait treize communes, dont le chef-lieu Saint-Trivier-sur-Moignans, dans l'arrondissement de Bourg-en-Bresse. Son altitude variait de 168 m pour Messimy-sur-Saône à 302 m pour Ambérieux-en-Dombes, avec une moyenne de 256 m.

## Histoire

Localisation du canton dans l'Ain avant 2015

Par le décret du 13 février 2014, le canton est supprimé à compter des élections départementales françaises de 2015, en application de la loi du 17 mai 2013 prévoyant le redécoupage des cantons français. Il est englobé en totalité dans le canton de Villars-les-Dombes.

## Représentation

### Conseillers généraux de 1833 à 2015
| Période | Période      | Identité                                        | Étiquette    | Qualité                                                                                |
| ------- | ------------ | ----------------------------------------------- | ------------ | -------------------------------------------------------------------------------------- |
| 1833    | 1852         | Charles Merlino (1791-1857)                     |              | Ancien notaire, avocat à Trévoux, maire de Fareins (1848-1857)                         |
| 1852    | 1871         | Vicomte César Arthaud de Laferrière (1804-1881) |              | Premier chambellan de l'empereur Napoléon III, maire de Fareins                        |
| 1871    | 1880         | Albert Bouchet de Fareins                       | Droite       | Propriétaire et Maire de Fareins (1865-1915), conseiller d'arrondissement              |
| 1880    | 1907 (décès) | Stéphane Fontenelle                             | Rad.         | Notaire - Maire de Saint-Trivier-sur-Moignans                                          |
| 1907    | 1909 (décès) | Benoît Morel                                    | Rad.         | Eleveur de chevaux Maire de Saint-Trivier-sur-Moignans, conseiller d'arrondissement    |
| 1909    | 1932 (décès) | Claude Bourdon (1864-1932)                      |              | Négociant à Saint-Trivier-sur-Moignans                                                 |
| 1932    | 1935 (décès) | Francis Dupont                                  | Rad.         | Colonel en retraite, Villeneuve                                                        |
| 1935    | 1940         | Alfred Fabre-Luce                               | PRS puis PPF | Homme de lettres, Châtillon-sur-Chalaronne                                             |
|         |              |                                                 |              |                                                                                        |
| 1945    | 1951         | Jean-Claude Limandas                            | Rad.         | Cultivateur Adjoint au maire de Saint-Trivier-sur-Moignans                             |
| 1951    | 1976         | Antonin Givre (1899-1985)                       | MRP puis CD  | Maire de Villeneuve (1945-1971)                                                        |
| 1976    | 2006 (décès) | Jean Vial                                       | UDF puis UMP | Maire de Saint-Trivier-sur-Moignans (1977-95)                                          |
| 2007    | 2008         | Ginette Frappé                                  | DVD          | Cadre comptable Maire de Fareins (2001-08)                                             |
| 2008    | 2015         | Christine Gonnu                                 | PS           | Professeure des écoles Maire de Baneins (1998-2014) Vice-présidente du Conseil général |

### Conseillers d'arrondissement (de 1833 à 1940)
| Période                                  | Période  | Identité                              | Étiquette   | Qualité |
| ---------------------------------------- | -------- | ------------------------------------- | ----------- | --- |
| 1833                                     | 1836     | Alexandre Brondel (1770-1843)         |             | Chef de bataillon en retraite, propriétaire à Messimy                                                       |
| 1836                                     | 1861     | Claude Pilat (1794-1873)              |             | Notaire démissionnaire, juge de paix à Saint-Trivier-sur-Moignans                                           |
| 1861                                     | 1864     | Louis Pilat (fils du précédent)       |             | Juge de paix à Saint-Trivier-sur-Moignans                                                                   |
| 1864                                     | 1871     | Albert Bouchet de Fareins (1835-1915) |             | Juge suppléant à Trévoux, maire de Fareins                                                                  |
| 1871                                     | 1874     | Donat Bollet                          |             | Maire de Baneins                                                                                            |
| 1874                                     | 1880     | M. Janin                              |             | |
| 1880                                     | 1886     | Jean-François Dupont                  |             | Juge de paix, propriétaire, maire de Villeneuve                                                             |
| 1886                                     | 1907     | Gaspard Méziat                        | Républicain | Maire de Messimy                                                                                            |
| juil.1907                                | oct.1907 | Benoit Morel                          | Radical     | Éleveur de chevaux, adjoint au maire de Saint-Trivier-sur-Moignans                                          |
| 1907                                     | 1925     | André Vincent                         | Radical     | Maire de Savigneux                                                                                          |
| 1925                                     | 1940     | Pierre Vérand                         | Radical     | Maire de Lurcy                                                                                              |
| 1940                                     |          |                                       |             | Les conseils d'arrondissement ont été suspendus par la loi du 12 octobre 1940 et n'ont jamais été réactivés |
| Les données manquantes sont à compléter. |          |                                       |             | |

Source : Journal Le Courrier de l'Ain sur le site des archives départementales.

## Composition
Le canton de Saint-Trivier-sur-Moignans regroupait treize communes et comptait 14 362 habitants (population légale de 2009, chiffres INSEE).
| Nom                                    | Code Insee | Intercommunalité       | Population (dernière pop. légale) |
| -------------------------------------- | ---------- | ---------------------- | --------------------------------- |
| Saint-Trivier-sur-Moignans (chef-lieu) | 01389      | CC de la Dombes        | 1 848 (2014)                      |
| Ambérieux-en-Dombes                    | 01005      | CC Dombes Saône Vallée | 1 627 (2014)                      |
| Baneins                                | 01028      | CC de la Dombes        | 585 (2014)                        |
| Chaleins                               | 01075      | CC Val de Saône Centre | 1 234 (2014)                      |
| Chaneins                               | 01083      | CC de la Dombes        | 864 (2014)                        |
| Fareins                                | 01157      | CC Dombes Saône Vallée | 2 180 (2014)                      |
| Francheleins                           | 01165      | CC Val de Saône Centre | 1 515 (2014)                      |
| Lurcy                                  | 01225      | CC Val de Saône Centre | 395 (2014)                        |
| Messimy-sur-Saône                      | 01243      | CC Val de Saône Centre | 1 224 (2014)                      |
| Relevant                               | 01319      | CC de la Dombes        | 467 (2014)                        |
| Sainte-Olive                           | 01382      | CC de la Dombes        | 291 (2014)                        |
| Savigneux                              | 01398      | CC Dombes Saône Vallée | 1 268 (2014)                      |
| Villeneuve                             | 01446      | CC Dombes Saône Vallée | 1 427 (2014)                      |

## Démographie
| 1962  | 1968  | 1975  | 1982  | 1990  | 1999   | 2006   | 2011   | 2012   |
| ----- | ----- | ----- | ----- | ----- | ------ | ------ | ------ | ------ |
| 6 353 | 6 197 | 6 425 | 8 017 | 9 793 | 11 359 | 13 477 | 14 505 | 14 659 |